# Могер
Могер (шп. Moguer) град је у Шпанији у аутономној заједници Андалузија у покрајини Уелва. Према процени из 2017. у граду је живело 21 401 становника.

## Становништво
Према процени, у граду је 2017. живело 21 401 становника.
| 2017.  |
| ------ |
| 21.401 |